# Uomo avvisato mezzo ammazzato... parola di Spirito Santo
Uomo avvisato mezzo ammazzato... parola di Spirito Santo è un film del 1972, diretto da Giuliano Carnimeo.

## Trama
L'infallibile pistolero Spirito Santo vuole impadronirsi di una miniera d'oro. Ma si deve alleare con un gruppo di rivoluzionari che cercano di sconfiggere un dittatore crudele: il loro capo, infatti, conosce l'ubicazione della miniera.